# برترام گود
برترام گود (انگلیسی: Bertram Goode; ۱۱ اوت ۱۸۸۶ – ۳۰ آوریل ۱۹۵۵) بازیکن فوتبال اهل بریتانیا بود.
از باشگاه‌هایی که در آن بازی کرده‌است می‌توان به باشگاه فوتبال لیورپول و باشگاه فوتبال استون ویلا اشاره کرد.